# 平原大君
李琳（韓語：이임，1427年-1445年），字珍之，号谨行堂，诗号靖德、定宪。封平原大君（韓語：평원대군）。

## 生平
1427年出生，为朝鲜世宗李祹与昭宪王后沈氏之子。1434年封平原大君。1437年与洪利用之女结婚，入学宗学。1445年因天花去世，年仅18岁。
李琳无后裔，因此，1474年朝鲜睿宗次子齊安大君过继于李琳。